# دی‌بنزوفوران
دی‌بنزوفوران (به انگلیسی: Dibenzofuran) با فرمول شیمیایی C۱۲H۸O یک ترکیب شیمیایی با شناسه پاب‌کم ۵۶۸ است. که جرم مولی آن ۱۶۸٫۱۹ g/mol می‌باشد. شکل ظاهری این ترکیب، پودر بلورین زرد کمرنگ و سفید است.